# 英雄母亲

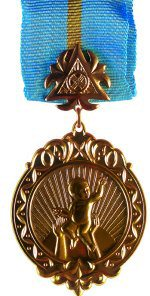
哈萨克斯坦英雄母亲

英雄母亲（俄语：Мать-героиня, Mat'-geroinya）是苏联时期授予抚养多子女家庭的母亲的一个荣誉头衔，其目的除了给予类似家庭荣誉以外，还包括为怀孕妇女、多子女家庭和单身母亲提供经济援助，并促进母婴健康水平的提高。该奖项设立于1944年并一直持续到1991年苏联解体。

## 历史

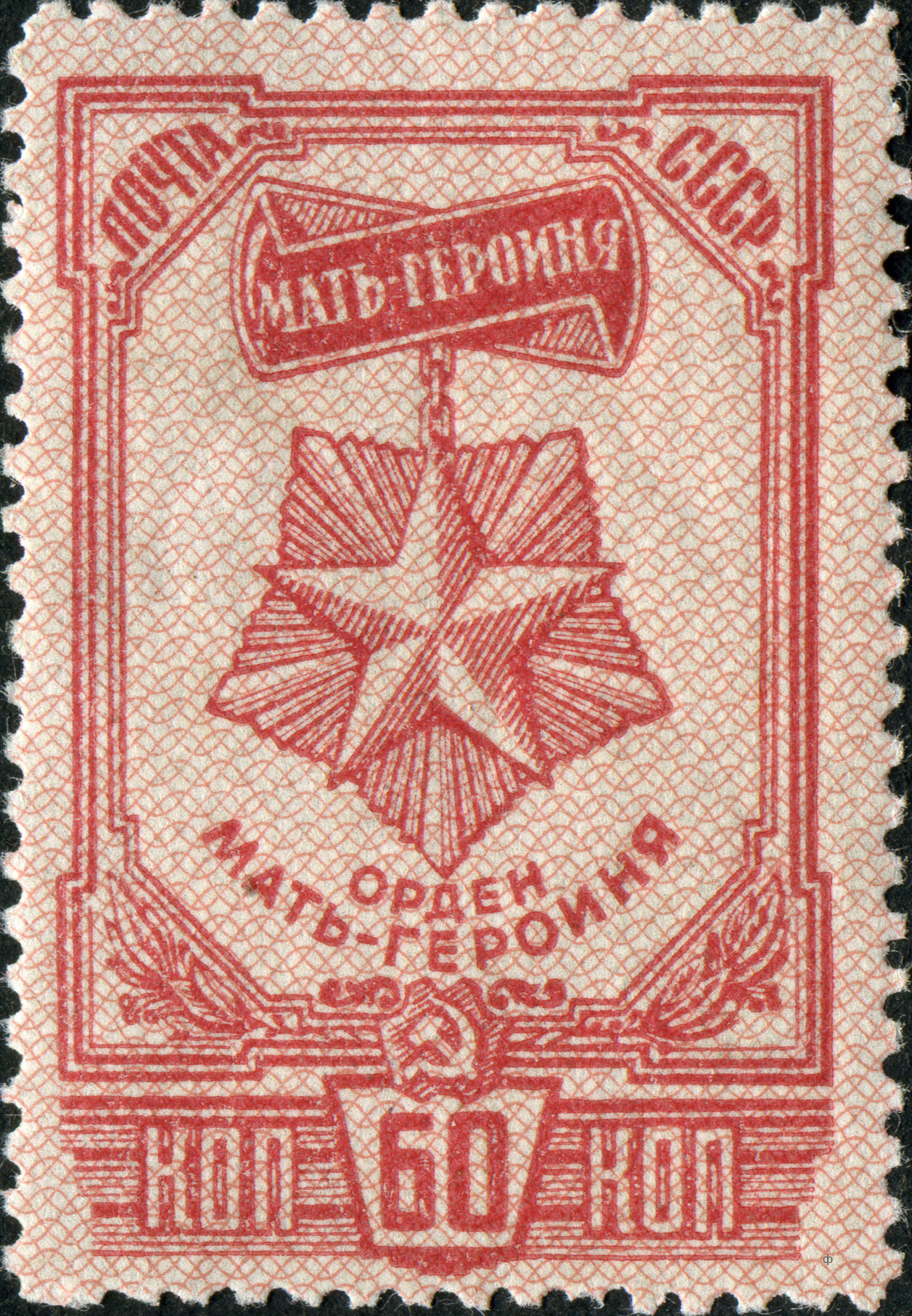
1945年苏联英雄母亲邮票

荣誉称号“英雄母亲”于1944年7月8日由苏联最高苏维埃主席团颁布法令设立。其章程，包括这些家庭或单身母亲的国家津贴的多次增加，原法令被修订了15次，直到1986年5月7日最高苏维埃主席团第20号令中的最终修正案。